# Banque nationale de Paris
La Banque nationale de Paris (BNP) è stata una banca francese dal 1966 al 2000.

## Storia
Nel 1966, sotto la guida del Ministro delle Finanze Michel Debré, il Comptoir national d'escompte de Paris e la Banque nationale pour le commerce et l'industrie, allora le due maggiori banche pubbliche francesi, si fusero per dare vita alla Banque nationale de Paris. La nuova banca diventava il più grosso istituto di credito ordinario (banque de dépôt secondo la terminologia transalpina) in Francia e il sesto nel mondo.
L'operazione si inseriva in un contesto di riforme e di concentrazioni bancarie, volute ed iniziate, dal ministro Michel Debré al fine di "rafforzare la struttura delle grandi banche per sviluppare la loro attività creditizia in Francia ed all'estero". La direzione fu condivisa fra Henry Bizot già presidente del CNEP, nominato presidente della BNP e Pierre Ledoux già direttore generale della BNCI, nominato nella medesima carica per la BNP. La sede fu fissata negli immobili della BNCI sul boulevard des Italiens.
Negli anni settanta, in una fase di diffusione dei rapporti bancari presso le famiglie, la BNP si sviluppò presso il grande pubblico allora insufficientemente dotato di conti correnti bancari; accanto a questo ampliamento della clientela nazionale, la BNP si espanse anche all'estero aderendo alla rete ABECOR fra sette banche europee, fra cui la Dresdner Bank.
Nel 1979 la BNP acquisì la Bank of the West, fortemente radicata nell'Ovest degli Stati Uniti, e la fuse con la French Bank of California, che già controllava.
In ottemperanza alla legge 19 luglio 1993, sotto il governo di Édouard Balladur, la BNP fu privatizzata. L'operazione convinse 2,8 milioni di piccoli risparmiatori a sottoscriverne le azioni. Appoggiandosi alle sue alleanze storiche con l' Union des assurances de Paris e la Dresdner Bank, la BNP mise in atto una strategia di posizionamento sulle attività storiche: la banca delle famiglie in Francia e la gestione dei patrimoni all'estero.
Nel 2000 la Banque nationale de Paris si è fusa con la Banque de Paris et des Pays-Bas, dando vita a BNP Paribas.